# Balasagum
Balasagum (Balasagun; em quirguiz: Баласагун) era uma antiga cidade soguediana no que é atualmente o Quirguistão,  localizada no vale de Chui, entre Bisqueque e a região do lago Issyk-Kul. Foi fundada pelos soguedianos, um povo de origem iraniana, e a língua soguediana foi usada nesta cidade até ao século XI.
Foi a capital do Canato Caracânida desde o século X até que foi tomada pelos caraquitais em 1134. Em seguida, foi capturada pelos mongóis em 1218. Os mongóis mudaram-lhe o nome para Gobalique ("Cidade Bonita"). Não deve ser confundido com Carabalgasum, atual Ordu-Balique na Mongólia, que era a capital do Grão-Canato Uigur.[carece de fontes?]
Fundada pelo Canato Caracânida no século IX, Balasagum rapidamente suplantou Suiabe como o principal centro político e económico do vale do Chui; essa prosperidade no entanto declinou após a conquista mongol. Acredita-se que o poeta Iúçufe Balasaguni, conhecido por ter escrito o Kutadgu Bilig, tenha nascido em Balasagum no século XI. A cidade também tinha uma população considerável de cristãos nestorianos; um cemitério cristão ainda estava em uso no século XIV. Desde o século XIV, Balasagum tem sido notória como uma vila com muitas ruínas, situada 12 km a sudeste de Tokmok.[carece de fontes?]
A zona limítrofe de Burana, localizada na periferia de Tokmok e a 6 km da atual vila de Balasagum, ficava o extremo oeste da antiga cidade. Inclui a Torre de Burana e um campo de petróglifos de pedra, as estelas de Curgã. A Torre de Burana é um minarete construído no século XI sobre as ruínas da antiga cidade de Balasagum. Tem 24 m de altura, embora quando foi construída pela primeira vez, atingisse uma altura total de 46 m. Vários sismos ao longo dos séculos causaram danos consideráveis e o edifício atual é o resultado duma grande renovação levada a cabo na década de 1970.[carece de fontes?]